# Turista del amor
Turista del Amor (também conhecido como Jotdog II: Turista del Amor), é o segundo álbum de estúdio do grupo musical mexicano Jotdog, lançado em 27 de Setembro de 2011 pela gravadora OCESA Sei Track.  Os singles lançados foram "Lluvia de Estrellas", "Turista del Amor", "Corazón de Metal" e "Sucédeme". De acordo com o grupo, Turista del Amor sai um pouco do estilo electropop do álbum anterior, contendo elementos orgânicos como o piano e a guitarra elétrica.

## Faixas
| N.º            | Título                | Compositor(es)                        | Duração |  |
| 1.             | "Turista del Amor"    | María Barracuda Jorge "Chiquis" Amaro | 4:02    |  |
| 2.             | "Gueisha Vaquera"     | Barracuda Amaro                       | 3:43    |  |
| 3.             | "Corazón de Metal"    | Barracuda Amaro                       | 3:48    |  |
| 4.             | "Nada me Importa"     | Barracuda Amaro                       | 3:48    |  |
| 5.             | "Perdóname"           | Barracuda Amaro                       | 3:56    |  |
| 6.             | "Al Final (Sonderé)"  | Barracuda Amaro                       | 4:13    |  |
| 7.             | "Lluvia de Estrellas" | Barracuda Amaro                       | 3:25    |  |
| 8.             | "Ya Se Murió"         | Barracuda Amaro                       | 4:01    |  |
| 9.             | "Sucédeme"            | Barracuda Amaro                       | 3:59    |  |
| 10.            | "Quédate Aquí"        | Barracuda Amaro                       | 3:25    |  |
| 11.            | "Dáme tu Cariño"      | Barracuda Amaro                       | 3:47    |  |
| Duração total: | Duração total:        | Duração total:                        | 40:17   |  |

## Histórico de lançamentos
| País    | Data                   | Formato(s)       | Gravadora(s)    | Ref.  |
| ------- | ---------------------- | ---------------- | --------------- | ----- |
| México  | 27 de Setembro de 2011 | CD               | OCESA Sei Track |       |
| Mundial | 17 de Janeiro de 2012  | Download digital | OCESA Sei Track | [ 2 ] |